# Paul Lennon
Pour les articles homonymes, voir Lennon.
Paul Anthony Lennon (né le 8 octobre 1955 à Hobart) est un homme politique australien membre du parti travailliste qui fut le quarante-deuxième Premier ministre de Tasmanie du 21 mars 2004 au 26 mai 2008.

## Biographie
Il travailla comme magasinier puis employé avant de devenir syndicaliste à la Storemen and Packers Union en 1978. En 1980 il devint secrétaire du Syndicat pour la Tasmanie puis, en 1982, « Senior Vice President » du mouvement. En 1984, il devint Secrétaire de l'Union des syndicats de Tasmanie et membre du bureau exécutif de l'Union des syndicats australiens.
Lennon fut élu député de Tasmanie en 1990 après la démission de Ken Wriedt et il devint immédiatement le second du parti. Il fut ministre du gouvernement fantôme tasmanien.
Arès l'élection d'un gouvernement travailliste dirigé par Jim Bacon en 1998, Lennon devint Vice-Premier ministre, ministre des Infrastructures, de l'Énergie et des Ressources et ministre des Sports. Après les élections de 2002, il devint ministre du Développement économique, de l'Énergie et des Ressources et ministre des Sports.
En février 2004 Bacon se vit découvrir un cancer des poumons et se mit en disponibilité pour commencer son traitement. Lennon assura l'intérim jusqu'au 21 mars, date à laquelle Bacon démissionna et Lennon prit sa place. Il fut aussi ministre des Finances jusqu'en 2006 où il laissa sa place à Michael Aird.
Lennon est connu comme un ardent défenseur de l'exploitation de la forêt tasmanienne ce qui l'a rendu très impopulaire chez les « Verts » de Tasmanie, chez de nombreux conservateurs et dans l'aile gauche de son parti. Le gouvernement de Lennon et l'opposition ont été critiquées pour leurs relations trop étroites avec la compagnie d'exploitation forestière Gunns Limited et sur leur nouveau projet de loi.
En janvier 2006, Lennon dut faire face à des attaques des médias quand la presse révéla qu'il avait bénéficié d'avantages dans un hôtel du groupe Publishing and Broadcasting Limited appartenant à la famille Packer qui est aussi actionnaire à 50 % de la société Betfair, à qui quelques jours plus tard le gouvernement devait accorder une licence pour des jeux sur internet.
Aux élections de 2006, Lennon remporta une nouvelle victoire contrairement aux prévisions.
À la suite d'un sondage d'opinion qui montra qu'il ne recueillait plus que 17 % d'opinions favorables, Lennon annonça le 26 mai 2008 qu'il démissionnait de son poste de Premier ministre de Tasmanie et qu'il quittait complètement la politique. Il  dit qu'il avait pris la décision «pour lui-même et sa famille». Dans l'après-midi du 26 mai 2008, Lennon donna sa démission au gouverneur de Tasmanie, Peter Underwood. Le vice-Premier ministre, David Bartlett, reçut la charge de former un nouveau gouvernement et devint le 43e Premier ministre de Tasmanie peu de temps après. Lennon démissionna officiellement  de son siège de député de Franklin le jour suivant.
Le mardi 10 juin 2008, la Commission électorale de Tasmanie a annoncé que Ross Butler le remplacerait au Parlement.